# Escudo de San Cristóbal y Nieves
El escudo de San Cristóbal y Nieves se adoptó el 16 de febrero de 1967. El 19 de septiembre de 1983, se modificó su lema.
En el escudo figura, en un campo de plata, un barco en sus colores naturales, medio de transporte tradicional entre las islas de San Cristóbal y Nieves, surmontado por un chevrón o cabrio (figura heráldica con forma de “V” invertida) de gules que está rodeado por dos flores nacionales, la poinciana, también de gules. En la franja de azur situada en el jefe, aparecen representados la cabeza de un caribeño rodeada por una flor de lis de oro y una rosa de plata, gules y sínople; símbolos de la población autóctona y los colonizadores franceses e ingleses que comenzaron a asentarse en el siglo XVII.
Timbra el escudo un yelmo con burelete y lambrequín surmontado por una cimera con forma de antorcha sujeta por dos brazos, uno representa a la población africana y otro a la mestiza. La antorcha es el símbolo de la libertad y unidad de todas las razas.
Sostienen el escudo dos figuras (tenantes o soportes en terminología heráldica) con forma de pelícano (“el ave nacional”) en sus colores naturales y con sus alas extendidas. Junto a los pelícanos se aparecen representados un cocotero y una caña de azúcar que simbolizan la fertilidad del país.
En la parte inferior, escrito en una cinta, figura el lema nacional "Country Above Self" (“País por encima del individuo"). El escudo de armas anterior, adoptado en 1967, mientras que se utiliza en la federación con la isla de Anguila fue casi idéntico, a excepción de la coloración y el lema "Unity in Trinity" ("Unidad en la Trinidad").

## Escudos históricos

Escudo de armas de las Islas Británicas de Sotavento (1909-1940), con los dos escudos en el centro que representan a San Cristóbal y Nieves respectivamente
Escudo de armas de las Islas Británicas de Sotavento (1940-1956)
Escudo de armas de San Cristóbal-Nieves-Anguila (1958-1967)
Escudo de armas de San Cristóbal-Nieves-Anguila (1967-1983)